# 1人婚禮

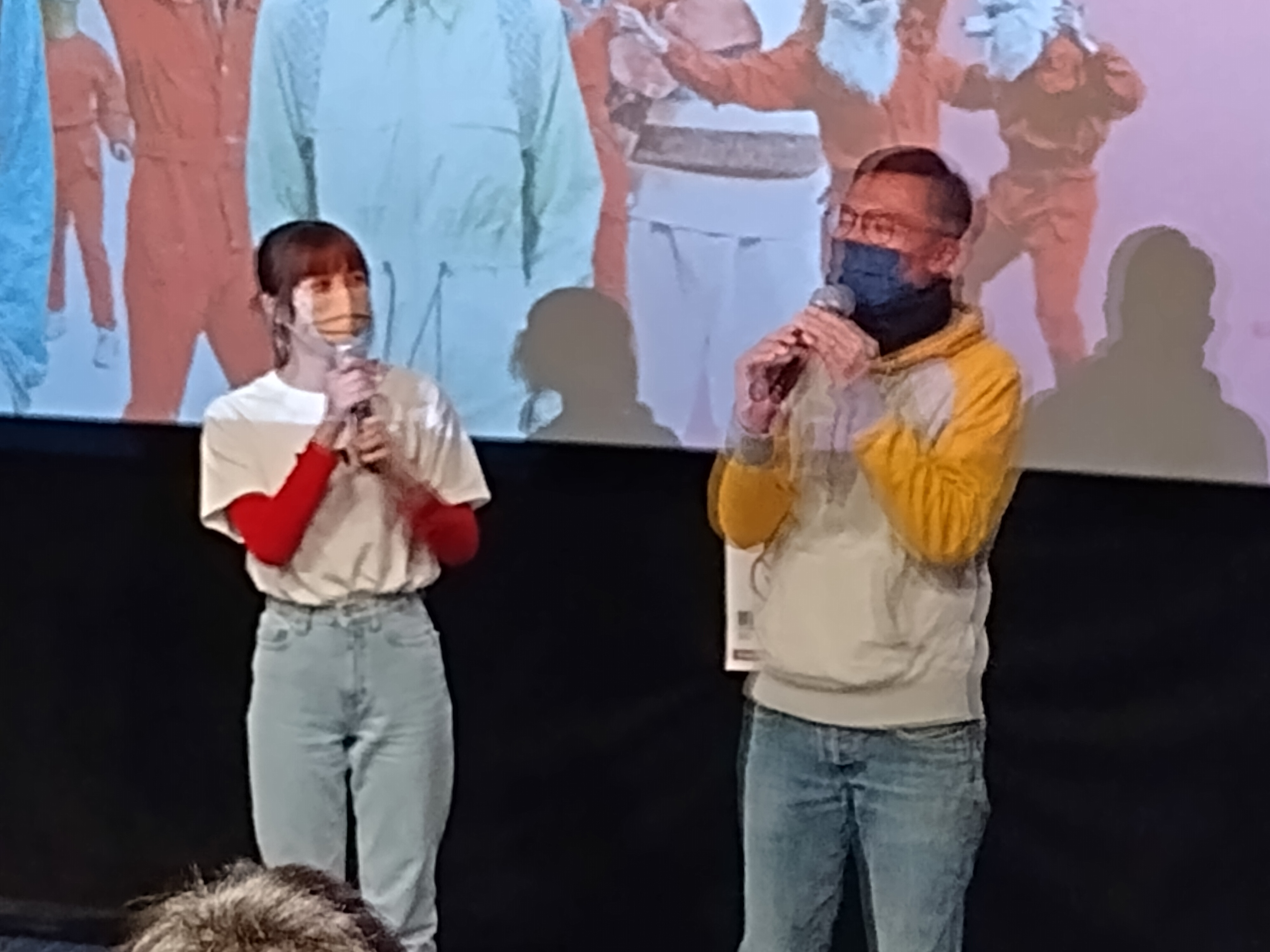
導演周冠威及女主角吳冰在長沙灣D2 Place CGV Cinema親身向觀眾致謝。

《1人婚禮》（英語：Say I Do To Me）是一部香港愛情喜劇電影，由周冠威執導，吳冰和陳健朗領銜主演，於2023年1月26日上映。

## 劇情簡介
年輕情侶檔YouTuber張冰（吳冰飾）和Dickson（陳健朗飾）一同經營名為「小丑男女」的YouTube頻道。為挽回低迷的點擊率，兩人假裝將會結婚更聲稱婚禮會在其頻道上直播，但點擊率沒有因此有所增加。二人決定將謊言升級，Dickson假裝在婚禮前出軌並拋棄張冰，剩下張冰獨自籌辦打著「愛自己」為名的「一人婚禮」。張冰想不到這個只是為提升頻道點撃率的「一個婚禮」引起巨大迴響，不少人因受張冰的「勇氣」鼓勵而作出生命上的改變，更主動向「一個婚禮」提供實質協助。張冰的頻道點擊雖然暴升，但「一人婚禮」的謊言，也愈滾愈大....

## 演員與角色
| 演員   | 角色    | 角色介紹 |
| 吳冰   | 張冰    | 阿冰 YouTuber、小丑藝人，但恐懼汽球 Dickson之女友，由中二拍拖至今 張秀雯之女，對外聲稱是其妹，與其不和，但後和好 三姨之姨甥女 不斷製造感情新聞去刺激點擊率 聲稱與男友分手並搞「一人婚禮」，卻一度引來高爵天、樂儀及子浚之追求                                                                                                |
| 陳健朗 | Dickson | YouTuber 張冰之男友，由中二拍拖至今 不斷製造感情新聞去刺激點擊率 假裝與張冰結婚前出軌並拋棄張冰 在網上以另一身份「死人頭」假裝反對張冰搞一人婚禮，暗中聯同Kitty搞「一人喪禮」打對台，實為增加「一人婚禮」的關注度。但被Kitty利用派人搗亂婚禮，令婚禮爛尾收場。在「一人婚禮」告吹當天坦白真相向張冰求婚，被張冰當場歸還戒指。 |
| 盧巧音 | 樂儀    | 花店老闆 張冰粉絲會會長 贊助張冰提供一人婚禮鮮花佈置 有強迫症，後康復 女同性戀者，受張冰「一人婚禮」鼓勵而公開同性戀者身份 喜歡張冰 Kenneth之妻，後離異 |
| 唐浩然 | 子浚    | 狂熱基督徒 喜歡張冰 為張冰尋找舉行「一人婚禮」的教堂 |
| 黃寶漳 | 高爵天  | Charles 富家子、單身筍盤 Magic Crown酒店集團主席 兒時是醜男，曾整容令自己變成美男 Kitty之上司，後反目 喜歡張冰 贊助張冰提供「一人婚禮」場地 |
| 陳逸寧 | 張秀雯  | Stephanie 藝人 張冰之母，但對外聲稱是其姐，與張冰不和，但後和好 三姨之姐 有六次結婚及離婚記錄 |
| 王宗堯 | Kenneth | 樂儀之夫，後離異 |
| 林欣   | Kitty   | 本劇反派 高爵天之助手，後反目 曾暗戀高爵天，但求愛不遂後反目 暗中將高天爵整容前的照片在網上公開 後被高爵天發現暗中破壞張冰「一人婚禮」，被他解僱 視張冰為情敵，並利用Dickson搞「一人喪禮」打對台，派人去搗亂張冰之「一人婚禮」，令婚禮爛尾收場                                                                               |
| 盧覓雪 | 盧牧師  | 牧師 代表教會通知張冰，因「一人婚禮」或令公眾以為鼓吹同性戀，故拒絕租借教堂給張冰 「一人婚禮」之賓客，聲稱自己出席不代表教會立場 |
| 彭珮嵐 | 三姨    | 修甲師 張冰之姨母 張秀雯之妹 |
| 程人富 |         | 「一人婚禮」之賓客 |
| 蔡曉童 |         | 「一人婚禮」之賓客 不滿張冰揭露「一人婚禮」之真相 |

## 電影歌曲
| 曲序 | 曲目                 |        | 作曲   | 编曲         | 製作人 | 主唱   |
| ---- | -------------------- | ------ | ------ | ------------ | ------ | ------ |
| 1.   | 一個人走走（主題曲） | 王澄晞 | 岑寧兒 | Jonathan Wut | 岑寧兒 | 岑寧兒 |

## 製作
《1人婚禮》是由周冠威執導、《幻愛》班底製作的浪漫愛情喜劇，亦是周首部執導的喜劇。該作由杜汶澤旗下的喱騷Late Show和香港電影製作公司聯合出品。該作在2023年的賀歲檔期上映，在2023年1月20日（年廿九）舉行優先場，並在同月26日正式上映。
2023年1月7日，飾演女主角的吳冰在Instagram上發佈一則戴着戒指的限時動態作宣傳，一度被網民誤以為是公佈婚訊並在網絡上瘋傳，隨後吳冰和劇組均澄清該動態只是宣傳照。

## 奬項
| 年份 | 颁奖典礼             | 奖项             | 入圍者                                                | 结果 |
| ---- | -------------------- | ---------------- | ----------------------------------------------------- | ---- |
| 2024 | 第42屆香港電影金像獎 | 最佳新演員       | 吳冰                                                  | 提名 |
| 2024 | 第42屆香港電影金像獎 | 最佳原創電影歌曲 | 《一個人走走》 作曲：岑寧兒 填詞：王澄晞 主唱：岑寧兒 | 提名 |

## 外部連結
- 香港影庫上《1人婚禮》的資料（繁體中文）
- 豆瓣电影上《1人婚禮》的資料 （简体中文）
- 互联网电影数据库（IMDb）上《1人婚禮》的资料（英文）